# Square Villa-Sainte-Croix
Le square Villa-Sainte-Croix est un square du 17e arrondissement de Paris dans le quartier des Épinettes. Dans une impasse en face du Collège Mallarmé

## Situation et accès
Le site est accessible par le 10, villa Sainte-Croix.
Il est desservi par la ligne 13 à la station Guy Môquet.

## Origine du nom
Il doit son nom à la proximité de la villa Sainte-Croix.

## Historique

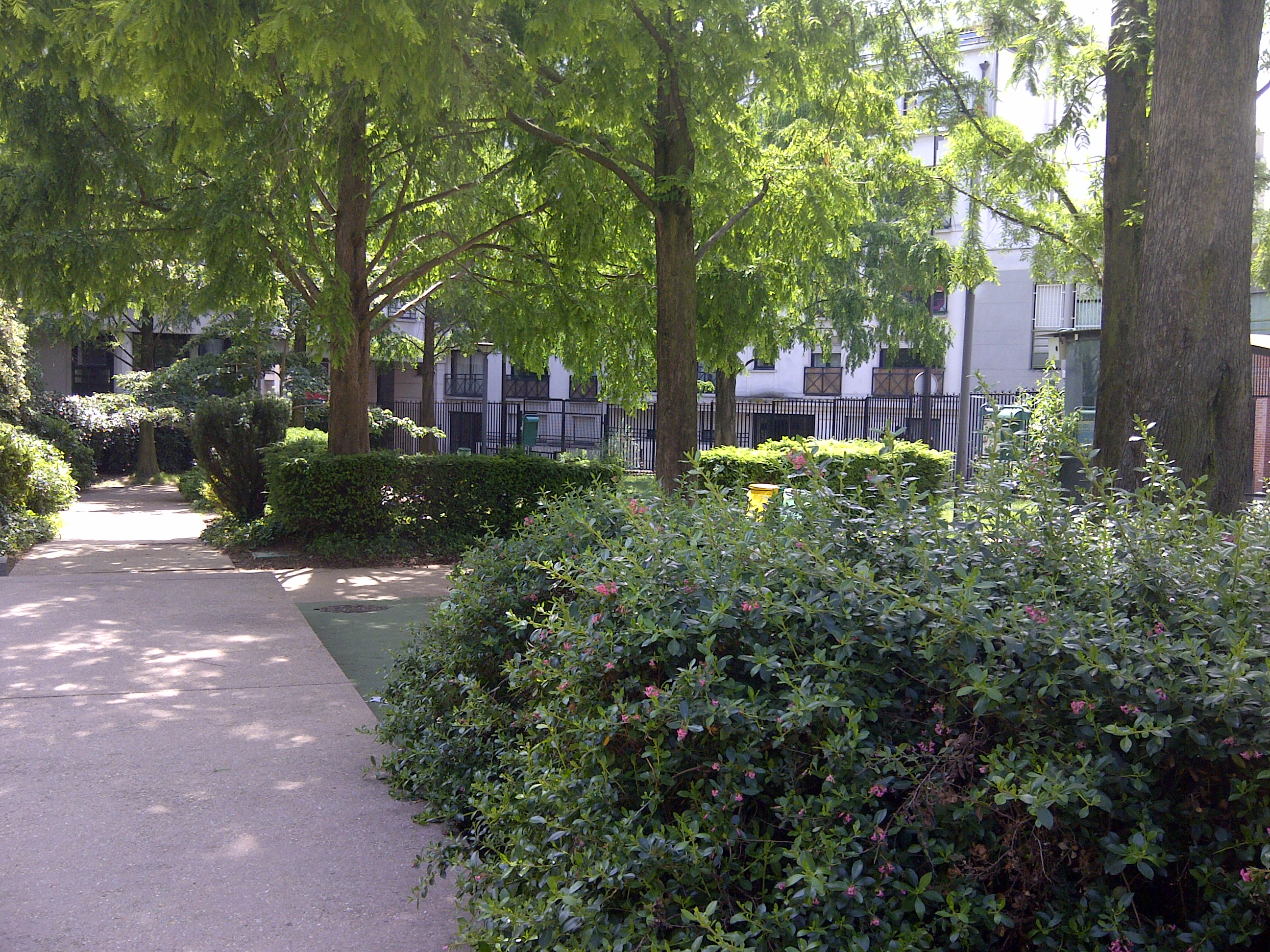
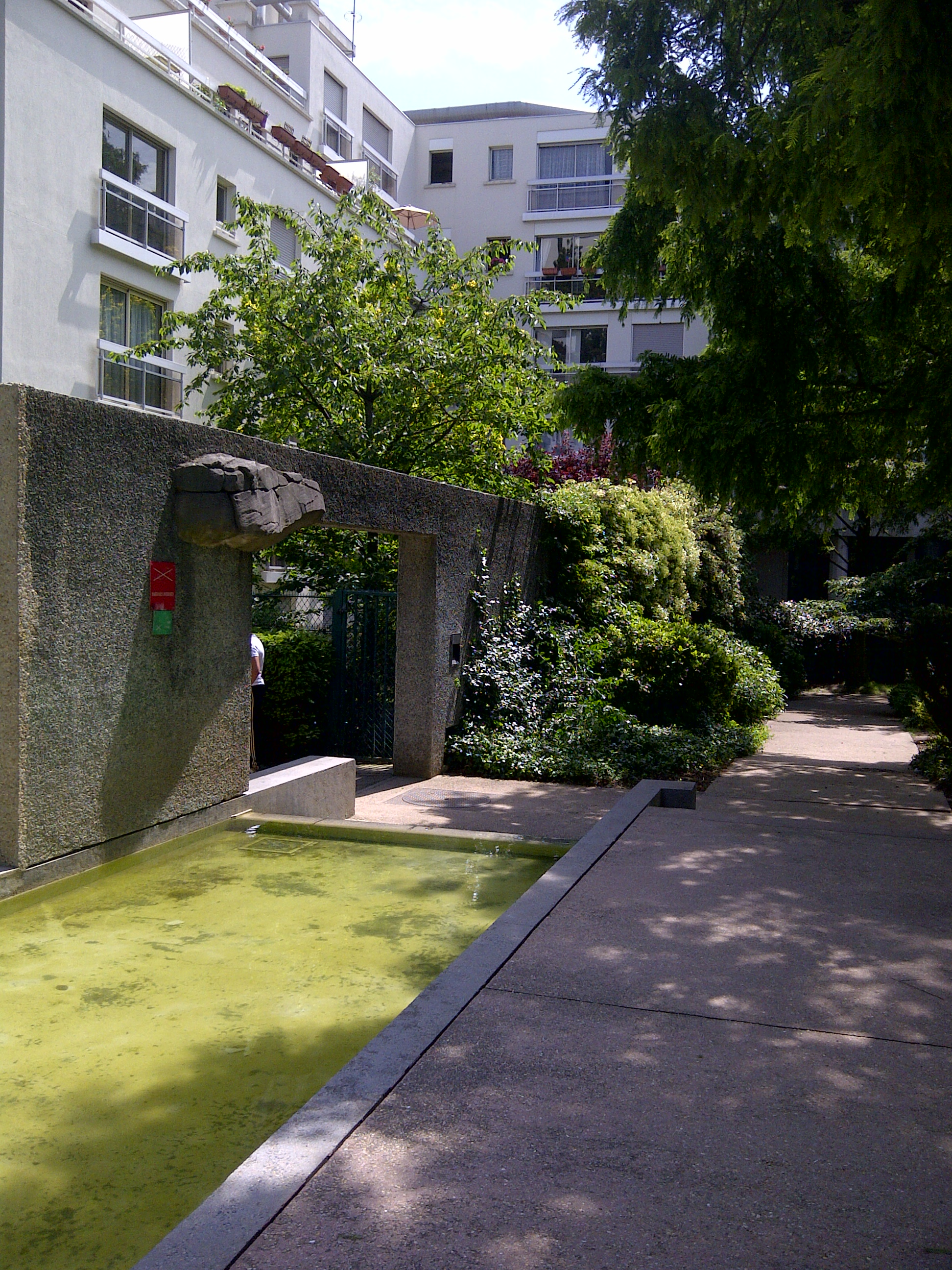

## Botanique
Metasequoia, hauteur 18m, circonférence 232cm (classé arbre remarquable).